# Zápas na Letních olympijských hrách 1992 – muži, řecko-římský do 90 kg
Zápas řecko-římský ve váhové kategorii do 90 kg probíhal na Letních olympijských hrách 1992 v barcelonském Instituto Nacional de Educación Física de Cataluña. O medaile se utkalo celkem 19 zápasníků.

## Turnajové výsledky
Zápasníci jsou rozděleni do dvou skupin. Je aplikován systém na dvě porážky.
Legenda
- TO — Lopatkové vítězství
- SP — Vítězství pro převahu, 12 až 14 bodů rozdíl, poražený s body
- SO — Vítězství pro převahu, 12 až 14 bodů rozdíl, poražený bez bodů
- ST — Vítězství na technickou převahu, 15 bodů rozdíl
- PP — Vítězství na body, poražený s body
- PO — Vítězství na body, poražený bez bodů
- PA — Vítězství pro soupeřovo zranění
- DQ — Vítězství pro soupeřovu diskvalifikaci
- D2 — Oba zápasníci diskvalifikováni pro pasivitu, skóre 0-0
- DNA — Nenastoupil
- L — Porážky
- ER — Kolo vyřazení
- CP — Klasifikační body
- TP — Technické body

### Skupiny

#### Skupina A
|                               | Skóre  |                               | CP     |
| Kolo 1                        | Kolo 1 | Kolo 1                        | Kolo 1 |
| ----------------------------- | ------ | ----------------------------- | ------ |
| Tibor Komáromi (HUN)          | 2–1    | Harri Koskela (FIN)           | 3–1 PP |
| Hakkı Başar (TUR)             | 2–1    | Gogi Koguašvili (EUN)         | 3–1 PP |
| Ivajlo Jordanov (BUL)         | 5–1    | Iordanis Konstantinidis (GRE) | 3–1 PP |
| Salvatore Campanella (ITA)    | 1–5    | Michial Foy (USA)             | 1–3 PP |
| Henri Meiss (FRA)             | 1–0    | Pajo Ivošević (IOP)           | 3–0 PO |
| Kolo 2                        |        |                               |        |
| Tibor Komáromi (HUN)          | 0–0    | Hakkı Başar (TUR)             | 0–0 D2 |
| Harri Koskela (FIN)           | 1–2    | Gogi Koguašvili (EUN)         | 1–3 PP |
| Ivajlo Jordanov (BUL)         | 2–3    | Salvatore Campanella (ITA)    | 1–3 PP |
| Iordanis Konstantinidis (GRE) | 6–1    | Henri Meiss (FRA)             | 3–1 PP |
| Michial Foy (USA)             | 4–3    | Pajo Ivošević (IOP)           | 3–1 PP |
| Kolo 3                        |        |                               |        |
| Tibor Komáromi (HUN)          | 2–3    | Gogi Koguašvili (EUN)         | 1–3 PP |
| Hakkı Başar (TUR)             | 2–1    | Ivajlo Jordanov (BUL)         | 3–1 PP |
| Iordanis Konstantinidis (GRE) | 2–4    | Salvatore Campanella (ITA)    | 1–3 PP |
| Michial Foy (USA)             | 9–0    | Henri Meiss (FRA)             | 4–0 TO |
| Kolo 4                        |        |                               |        |
| Hakkı Başar (TUR)             | 5–0    | Salvatore Campanella (ITA)    | 4–0 TO |
| Gogi Koguašvili (EUN)         | 10–6   | Michial Foy (USA)             | 3–1 PP |
| Kolo 5                        |        |                               |        |
| Hakkı Başar (TUR)             | 4–3    | Michial Foy (USA)             | 3–1 PP |
| Gogi Koguašvili (EUN)         |        | Bye                           |        |

| Athlete                       | L | R | CP | TP | TB |
| ----------------------------- | - | - | -- | -- | -- |
| Hakkı Başar (TUR)             | 1 | — | 13 | 13 | 6  |
| Gogi Koguašvili (EUN)         | 1 | — | 10 | 16 | 4  |
| Michial Foy (USA)             | 2 | — | 12 | 27 | 2  |
| Salvatore Campanella (ITA)    | 2 | 4 | 7  | 8  |    |
| Ivajlo Jordanov (BUL)         | 2 | 3 | 5  | 8  | 3  |
|                               |   |   |    |    |    |
| Iordanis Konstantinidis (GRE) | 2 | 3 | 5  | 9  | 1  |
| Tibor Komáromi (HUN)          | 2 | 3 | 4  | 4  |    |
| Henri Meiss (FRA)             | 2 | 3 | 4  | 2  |    |
| Harri Koskela (FIN)           | 2 | 2 | 2  | 2  |    |
| Pajo Ivošević (IOP)           | 2 | 2 | 1  | 3  |    |

#### Skupina B
|                         | Skóre  |                         | CP     |
| Kolo 1                  | Kolo 1 | Kolo 1                  | Kolo 1 |
| ----------------------- | ------ | ----------------------- | ------ |
| Ueon Jin-han (KOR)      | 1–0    | Jasutoši Morijama (JPN) | 3–0 PO |
| Mikael Ljungberg (SWE)  | 1–0    | Reynaldo Peña (CUB)     | 3–0 PO |
| Franz Marx (AUT)        | 5–0    | Mohamed Naouar (TUN)    | 3–0 PO |
| Maik Bullmann (GER)     | 5–0    | Mostafa Ramadan (EGY)   | 3–0 PO |
| Hassan Babak (IRI)      |        | Bye                     |        |
| Kolo 2                  |        |                         |        |
| Hassan Babak (IRI)      | 2–0    | Ueon Jin-han (KOR)      | 3–0 PO |
| Jasutoši Morijama (JPN) | 0–5    | Mikael Ljungberg (SWE)  | 0–3 PO |
| Reynaldo Peña (CUB)     | 4–3    | Franz Marx (AUT)        | 3–1 PP |
| Mohamed Naouar (TUN)    | 0–16   | Maik Bullmann (GER)     | 0–4 ST |
| Mostafa Ramadan (EGY)   |        | Bye                     |        |
| Kolo 3                  |        |                         |        |
| Hassan Babak (IRI)      | 2–1    | Mostafa Ramadan (EGY)   | 3–1 PP |
| Ueon Jin-han (KOR)      | 0–8    | Reynaldo Peña (CUB)     | 0–3 PO |
| Mikael Ljungberg (SWE)  | 4–1    | Franz Marx (AUT)        | 3–1 PP |
| Maik Bullmann (GER)     |        | Bye                     |        |
| Kolo 4                  |        |                         |        |
| Maik Bullmann (GER)     | 4–0    | Mikael Ljungberg (SWE)  | 3–0 PO |
| Hassan Babak (IRI)      | 2–0    | Reynaldo Peña (CUB)     | 3–0 PO |
| Kolo 5                  |        |                         |        |
| Maik Bullmann (GER)     | 3–1    | Hassan Babak (IRI)      | 3–1 PP |
| Mikael Ljungberg (SWE)  |        | Bye                     |        |
| Kolo 6                  |        |                         |        |
| Mikael Ljungberg (SWE)  | 2–0    | Hassan Babak (IRI)      | 3–0 PO |
| Maik Bullmann (GER)     |        | Bye                     |        |

| Athlete                 | L | R | CP | TP | TB |
| ----------------------- | - | - | -- | -- | -- |
| Maik Bullmann (GER)     | 0 | — | 13 | 28 | 6  |
| Mikael Ljungberg (SWE)  | 1 | — | 12 | 12 | 3  |
| Hassan Babak (IRI)      | 2 | — | 10 | 7  | 1  |
| Reynaldo Peña (CUB)     | 2 | 4 | 6  | 12 |    |
| Franz Marx (AUT)        | 2 | 3 | 5  | 9  |    |
|                         |   |   |    |    |    |
| Ueon Jin-han (KOR)      | 2 | 3 | 3  | 1  |    |
| Mostafa Ramadan (EGY)   | 2 | 3 | 1  | 1  |    |
| Jasutoši Morijama (JPN) | 2 | 2 | 0  | 0  |    |
| Mohamed Naouar (TUN)    | 2 | 2 | 0  | 0  |    |

### Finále
|                            | Skóre            |                        | CP               |
| Zápas o 9. místo           | Zápas o 9. místo | Zápas o 9. místo       | Zápas o 9. místo |
| -------------------------- | ---------------- | ---------------------- | ---------------- |
| Ivajlo Jordanov (BUL)      |                  | Franz Marx (AUT)       |                  |
| Zápas o 7. místo           |                  |                        |                  |
| Salvatore Campanella (ITA) |                  | Reynaldo Peña (CUB)    | 0–4 EF           |
| Zápas o 5. místo           |                  |                        |                  |
| Michial Foy (USA)          | 1–17             | Hassan Babak (IRI)     | 0–4 ST           |
| Zápas o 3. místo           |                  |                        |                  |
| Gogi Koguašvili (EUN)      | 2–0              | Mikael Ljungberg (SWE) | 3–0 PO           |
| Finálový zápas             |                  |                        |                  |
| Hakkı Başar (TUR)          | 0–5              | Maik Bullmann (GER)    | 0–3 PO           |

## Finálové pořadí
1. Maik Bullmann (GER)
2. Hakkı Başar (TUR)
3. Gogi Koguašvili (EUN)
4. Mikael Ljungberg (SWE)
5. | Hassan Babak (IRI)
6. Michial Foy (USA)
7. Reynaldo Peña (CUB)
8. Salvatore Campanella (ITA)
9. Franz Marx (AUT)
10. Ivajlo Jordanov (BUL)